# لی جو وون
لی جو وون (کره‌ای: 이주원؛ زادهٔ ۳ مه ۲۰۱۱) بازیگر کودک اهل کره جنوبی است. او بیشتر به خاطر ایفای نقش در فیلم جغد شب (۲۰۲۲) شناخته می‌شود. او همچنین به خاطر به تصویر کشیدن جوانی شخصیت دان هوال در بولگاسال: ارواح جاودان (۲۰۲۱) شناخته می‌شود.

## فیلم‌شناسی

### مجموعه تلویزیونی
| سال  | عنوان                  | نقش                             | توضیحات                 | منابع       |
| ---- | ---------------------- | ------------------------------- | ----------------------- | ----------- |
| ۲۰۱۷ | بهار دال سون           | بوک نام                         |                         | [ ۱ ]       |
| ۲۰۱۷ | صدا                    | هوانگ جی ووک                    | حضور افتخاری            | [ ۲ ]       |
| ۲۰۱۸ | مادر                   | ته هون                          |                         | [ ۱ ]       |
| ۲۰۱۸ | فرزندان یک خدای کوچکتر | بچه‌ای در کلیسا                  |                         |             |
| ۲۰۱۸ | عالیجناب               | هان کانگ هو / هان سو هو (جوانی) |                         |             |
| ۲۰۱۸ | صدا فصل ۲              | هوانگ جی ووک                    | حضور افتخاری (قسمت ۲–۳) | [ ۲ ] [ ۳ ] |
| ۲۰۱۸ | تریوس پنهانی من        | جو سانگ هیون                    |                         | [ ۴ ]       |
| ۲۰۱۹ | بهترین مرغ             |                                 | حضور افتخاری            |             |
| ۲۰۱۹ | دلقک تاجدار            | لی یول                          | حضور افتخاری            | [ ۱ ]       |
| ۲۰۱۹ | زندگی مخفی منشی من     | جوانی کی ده جو                  |                         |             |
| ۲۰۱۹ | باغ طلایی              | جوانی چا پیل سونگ               |                         |             |
| ۲۰۱۹ | شبح را بگیر            | چوی جی هوان                     | حضور افتخاری (قسمت ۳–۴) | [ ۱ ]       |
| ۲۰۲۰ | تولد دوباره            | سونگ هو                         | حضور افتخاری (قسمت ۲)   | [ ۵ ]       |
| ۲۰۲۰ | دوستان برازنده         | جی ووک                          |                         |             |
| ۲۰۲۰ | افسانه نه دم           | جوانی لی رانگ                   |                         | [ ۱ ] [ ۲ ] |
| ۲۰۲۱ | افسانه سیزیف           | جوانی سو وون جو                 |                         | [ ۱ ] [ ۲ ] |
| ۲۰۲۱ | تو بهار منی            | چوی جونگ مین / ایان چیس (جوانی) |                         |             |
| ۲۰۲۱ | کیمرا                  | جوانی لی ته یونگ                |                         |             |
| ۲۰۲۱ | سرآستین قرمز           | جوانی یی سان                    |                         | [ ۲ ] [ ۳ ] |
| ۲۰۲۱ | بولگاسال: ارواح جاودان | جوانی دان هوال                  |                         | [ ۲ ]       |
| ۲۰۲۱ | مون‌شاین                | جوانی شیم هون                   |                         | [ ۳ ]       |
| ۲۰۲۲ | عدالت برای نوجوانان    | یون جی هو                       | حضور افتخاری (قسمت ۱–۲) | [ ۵ ]       |
| ۲۰۲۲ | اگه آرزوتو بگی         | جوانی یون کیو ره                |                         | [ ۳ ]       |
| ۲۰۲۲ | سقوط سهام              | ایم یه جون                      |                         |             |
| ۲۰۲۳ | وکیل چوسان             | پسر لی بونگ سام                 | حضور افتخاری (قسمت ۷–۸) | [ ۶ ]       |
| ۲۰۲۳ | به معنای بودن          | جوانی ها جین وو                 |                         |             |
| ۲۰۲۳ | زندگی مستقل هیو شیم    | لی فیلیپ                        |                         |             |
| ۲۰۲۳ | ترانه راهزنان          | جوانی لی یون                    |                         |             |
| ۲۰۲۳ | مأمور خودسر            | جوانی کیم جی یونگ               |                         |             |
| ۲۰۲۴ | آهنگ عاشقانه خیالی     | جوانی ساجو هیون                 |                         | [ ۷ ]       |
| ۲۰۲۴ | ملکه اشک               | جوانی یون اون سونگ              |                         |             |

## جوایز و نامزدی‌ها
| مراسم جوایز            | سال  | دسته               | نامزد / اثر                 | نتیجه     | منابع |
| ---------------------- | ---- | ------------------ | --------------------------- | --------- | ----- |
| جوایز ستارگان ای‌پی‌ای‌ان | ۲۰۲۴ | بهترین بازیگر جوان | ملکه اشک، گانگستر نازنین من | در انتظار | [ ۸ ] |